# Fratè
Fratè è un singolo del cantautore italiano Holden, pubblicato il 6 marzo 2020.

## Descrizione
Il brano è scritto, composto e prodotto dallo stesso cantautore.

## Tracce
Testi e musiche di Joseph Carta.
1. Fratè – 3:55